# Aigyr-Zhal 2
41°26′00″N 76°00′00″E / 41.43333, 76.00000

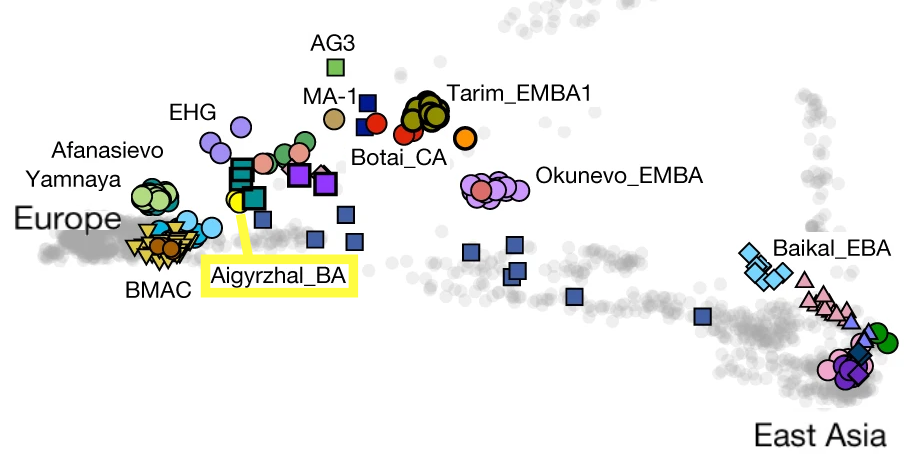
Proximidad genética de los restos de la Edad del Bronce de Aigyr-Zhal, con poblaciones antiguas (color) y modernas (gris). Análisis de componentes primarios (detalle).

Aigyr-Zhal 2 es un yacimiento histórico situado en la ciudad de Naryn, en el territorio de la Universidad de Asia Central (UCA), en Kirguistán. Forma parte de un yacimiento mayor y más complejo, Aigyr-Zhal. Está datado entre el Mesolítico y la Edad Media. Aigyr-Zhal es el único yacimiento del Tian Shan que tiene pruebas de ocupación humana desde el Mesolítico (XII milenio a. C.) hasta el periodo Túrquico (siglo XIII d. C.).
Fue descubierto por primera vez en 1953 por Akhmat Kibirov. Sin embargo, durante la época soviética el yacimiento fue parcialmente destruido, por lo que fue imposible investigarlo durante mucho tiempo. Solo en 2012 fue investigado por primera vez por el equipo arqueológico de Kubat Tabaldiev. La longitud de Aigyr-Zhal 2 es de 300 metros, mientras que la anchura es de 100 metros, y la altura del sitio es de 2026 metros sobre el nivel del mar. Desde 2002, todo el complejo de Aigyr-Zhal figura en la lista de Importancia Nacional de Kirguistán.

## Metodología
Durante las excavaciones se utilizaron diferentes métodos para el hallazgo de artefactos: 
- Limpieza
- El cuadriculado es un sistema de líneas perpendiculares y puntos equidistantes para formar un rectángulo o cuadrado que se utiliza como marco de referencia para la localización en un yacimiento arqueológico.
- Excavar utilizando equipos como palas y paletas.

El cribado es el tamizado del suelo y los sedimentos excavados a través de una malla, para recuperar artefactos que no se encontraron en la excavación. * La flotación es un método para recuperar artefactos que no se encontraron en la excavación.
- La flotación es un método para recuperar artefactos muy pequeños de sedimentos de excavación utilizando agua.[5]
- Fotografiar artefactos y otros hallazgos
- Estación total es el instrumento se utiliza para medir la distancia inclinada del objeto al instrumento, ángulos horizontales y ángulos verticales.[6]
- Cartografía
- Catalogación de datos

## Excavaciones arqueológicas

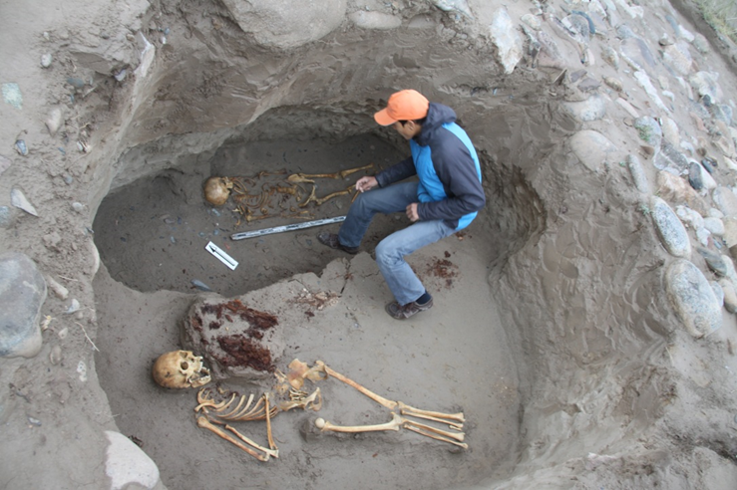
Restos humanos, 2013

Las primeras excavaciones arqueológicas de Aigyr-Zhal 2 comenzaron en 2012 de la mano de Kubat Tabaldiev y otros arqueólogos. Fue invitado por representantes de la Universidad de Asia Central, que encontraron huesos humanos durante la construcción de la carretera situada junto al yacimiento. Durante sus excavaciones encontró muchos túmulos funerarios que se remontan a la Edad de Bronce hasta la época túrquica. Tras los hallazgos de herramientas de piedra, invitó a otra arqueóloga, Aida Abdykanova. Gracias a ella fue posible encontrar otra capa cultural que se remonta a la Edad Mesolítica (13100-13850 BP). 

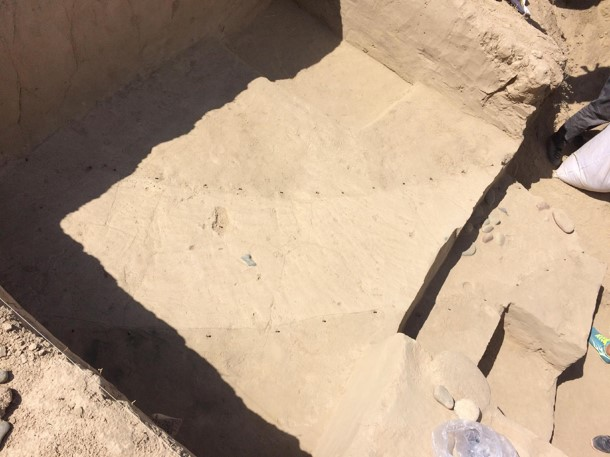
Vestigios de la supuesta muralla

Desde 2012, las excavaciones arqueológicas del yacimiento tienen lugar cada año.
En 2013 continuaron las excavaciones del equipo arqueológico formado por estudiantes del departamento de antropología de la Universidad Americana de Asia Central (AUCA) bajo la dirección de Aida Abdykanova. Durante las investigaciones, el equipo encontró un túmulo con restos humanos datados entre la Edad de Hierro y el periodo Saka ((siglo VIII-(III a. C.).
En 2014, el equipo arqueológico y los estudiantes de AUCA continuaron las excavaciones de los años anteriores. Al mismo tiempo, estudiantes de la Universidad Nacional Jusup Balasagyn participaron también en el proceso de excavación. Durante esos años de excavación se encontraron muchos materiales orgánicos e inorgánicos en el territorio del yacimiento Aigyr-Zhal 2. En 2014 los arqueólogos abrieron el Área # 1, pero esta área no fue muy bien estudiada en 2014, porque solo se excavaron 8m2, pero en 2015 y en 2016 se continuaron los trabajos de excavación en esa área. En 2015 se amplió la zona y se estudiaron 39m2. En 2016 se estudiaron 13m2 más. En 2017 se realizaron 2 tramos, el primer tramo fue de 87m2 y el segundo tramo fue de 16m2. En 2018 el propósito era profundizar y estudiar ya más abiertos 103m2.

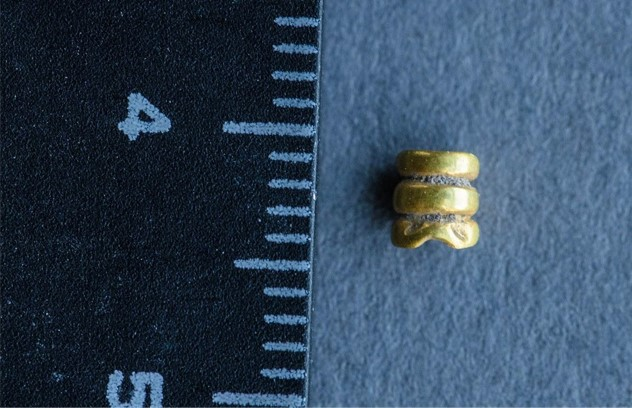
Cuenta de oro

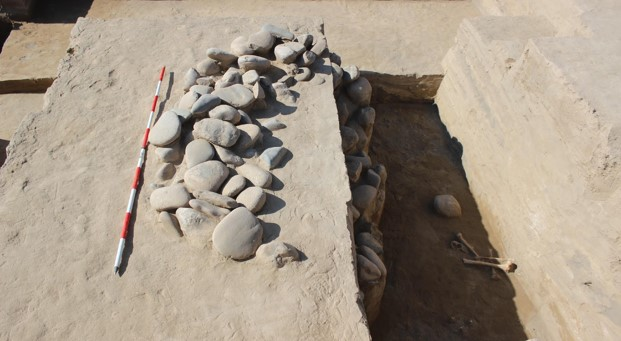
Estructura de piedra

En 2016 se encontraron muchos materiales diferentes. El hallazgo más importante fue la estructura similar a una pared. La suposición más probable de lo que puede ser es una pared. Sin embargo, en 2018 después de encontrar un poco de sal en la parte superior de la estructura similar a una pared, aparece otra suposición de que puede ser un arroyo también.
En 2017, se decidió continuar excavando las áreas anteriores que se excavaron en 2016, incluida la estructura similar a una pared, con el fin de revelar su forma. Además, se encontraron varios pozos rituales de la Edad del Hierro, la Edad Mesolítica y la Edad del Bronce. En todos ellos había restos de fogones, como carbón, ceniza y cerámica. Otro hallazgo interesante fue una estructura de piedra junto a la que había huesos humanos. Lo más probable es que se tratara de un túmulo funerario, la forma de zapato indica que probablemente fuera un túmulo funerario de la Era Hunnic.
En 2018, el equipo arqueológico formado por estudiantes de AUCA y la Universidad de Indiana bajo A. Abdykanova y A. Pybern continuó la excavación de Aigyr-Zhal 2. En la fosa ritual datada en la Edad del Hierro se encontraron fragmentos de carbón, cerámica y restos de barcos. Además, se encontraron escamas de pescado, conchas, herramientas microlíticas y núcleos. El hallazgo más interesante fue una cuenta de oro, supuestamente parte de un collar. Se encontró al oeste de la estructura de piedra en el lugar donde se hallaron restos humanos en 2017 y 2018. Tras el análisis de los huesos humanos se confirmó el sexo de una persona enterrada allí: mujer.